# Santa Ana Calunchuy
Santa Ana Calunchuy är en ort i Mexiko.   Den ligger i kommunen Comitán Municipality och delstaten Chiapas, i den sydöstra delen av landet, 800 km öster om huvudstaden Mexico City. Santa Ana Calunchuy ligger 1 741 meter över havet och antalet invånare är 132.
Terrängen runt Santa Ana Calunchuy är kuperad västerut, men österut är den platt. Runt Santa Ana Calunchuy är det ganska tätbefolkat, med 70 invånare per kvadratkilometer. Närmaste större samhälle är Comitán, 3,9 km nordost om Santa Ana Calunchuy. I omgivningarna runt Santa Ana Calunchuy växer huvudsakligen savannskog.